# Leopoldo Thompson
Ruperto Leopoldo Thompson (* 1890 in Buenos Aires; † 21. August 1925), genannt El Negro, war ein argentinischer Kontrabassist, Gitarrist und Tangokomponist.

## Leben
Thompson begann seine Laufbahn als Gitarrist mit Eduardo Arolas, mit dem er in dem Lebensmittelgeschäft La Buseca und im Café La Turca auftrat. Später wurde er Mitglied des Cuarteto Criollo La Armonía mit dem Flötisten Carlos Macchi, dem Geiger José Bonano und dem Bandoneonisten Manuel Firpo. Ab 1918 spielte er Kontrabass in einem Quartett mit Arolas, Julio De Caro und Juan Carlos Cobián. Bei den Karnevalsbällen in Rosario trat er als Kontrabassist in den Orchestern Francisco Canaros und Roberto Firpos  (mit dem er auch Aufnahmen einspielte) auf.
1919 war er Mitglied eines Sextetts Arolas', im folgenden Jahr eines Quartetts unter Leitung von Eduardo Bianco, 1922 eines Sextetts Osvaldo Fresedos und 1923 eines weiteren Sextetts, das von Cobián geleitet wurde. Er wurde der erste Kontrabassist im Orchester Julio De Caros, dem er jedoch nur kurze Zeit angehörte. Seine Nachfolger waren Hugo Ricardo Baralis, darauf Enrique Krauss und schließlich Olindo Sinibaldi. Sein kompositorisches Werk ist nicht umfangreich. Zu nennen sind die Tangos El consultorio, Tren de farra, Mano Brava, Buen viaje, El chistoso und Pierna 'e palo.